# What If We
What if we? (E se Nós?) é uma música interpretada por Chiara Siracusa, e é a representante do seu país, Malta no Festival Eurovisão da Canção 2009.
A música foi apresentada na 1º Semi-Final, de 12 de Maio de 2009, conseguindo apurar-se para a Grande Final.